# District occidental (Samoa américaines)
Le district occidental est l'une des subdivisions des Samoa américaines.
Il est constitué de la partie ouest de Tutuila, la plus grande île du territoire. Il contient 29 villages (parmi lesquels Tafuna, le plus grand village du territoire), ainsi qu'une partie du village de Nu'uuli.